# Kuwada Shinichiro
Shinichiro Kuwada (sinh ngày 6 tháng 12 năm 1986) là một cầu thủ bóng đá người Nhật Bản.

## Sự nghiệp câu lạc bộ
Shinichiro Kuwada đã từng chơi cho Sanfrecce Hiroshima, Fagiano Okayama và Nakhon Ratchasima.